# Horyzont Europa
Horyzont Europa – 7-letni program ramowy Unii Europejskiej dotyczący finansowania badań naukowych oraz innowacji, realizowany w latach 2021–2027. Na cele programu przewidziano budżet w wysokości 95,5 mld euro, który ma zostać przeznaczony na nowatorskie badania naukowe i innowacyjne rozwiązania. Program jest następcą programu Horyzont 2020, realizowanego w perspektywie budżetowej 2014-2020.
Program został oficjalnie zainaugurowany 2 lutego 2021 na konferencji w Lizbonie
W programie uczestniczyć mogą podmioty prawne z UE i krajów stowarzyszonych. W grudniu 2021 do programu dołączył Izrael, Gruzja, Bośnia i Hercegowina, Kosowo, Czarnogóra, Macedonia Północna oraz Serbia.era.gt.at  W lipcu 2024 dołączyła Kanada.

## Cele programu
Według założeń program ma on na celu walkę ze zmianą klimatu, pomoc w osiągnięciu celów zrównoważonego rozwoju ONZ oraz stymulacje konkurencyjność i wzrost gospodarczy Unii Europejskiej.
Ponadto program ma ułatwić współpracę i umożliwić lepsze wykorzystanie badań naukowych i innowacji, wspierać tworzenie i skuteczniejsze rozpowszechnianie wiedzy i technologii oraz sprzyjać tworzeniu miejsc pracy.

## Różnice względem wcześniejszych programów
Horyzont Europa wprowadza szereg nowych elementów, które nie występowały we wcześniejszych programach. Są to:
Europejska Rada ds. Innowacji (EIC) – Instytucja której zadaniem jest wsparcie powstających i przełomowych innowacji startupach oraz małych i średnich przedsiębiorstwach. W ramach EIC rozdysponowane ma być 70% funduszy dostępnych dla sektora małych i średnich przedsiębiorstw.
Misje UE – zaplanowane działania mające osiągnąć konkretne i mierzalne cele do 2030 roku. W założeniu mają to być projekty mające wywrzeć realny wpływ na codzienne życie ludzi. Wyznaczonych zostało 5 misji:
- walka z rakiem
- przystosowanie do zmian klimatu,
- zdrowe oceany, morza, wody przybrzeżne i śródlądowe
- neutralne klimatycznie i inteligentne miasta
- Zdrowa gleba i żywność.

Polityka otwartej nauki – nacisk na otwarte dzielenie się wiedzą, udostępnianiu danych i narzędzi na jak najwcześniejszym etapie procesu badań naukowych i innowacji, otwartość organizacji badawczych i współpracę ze wszystkimi odpowiednimi podmiotami zaangażowanymi w wiedzę.